# Böhönye
Böhönye é um município da Hungria, situado no condado de Somogy. Tem 64,17 km² de área e sua população em 2019 foi estimada em 2.261 habitantes.